# Irán az 1976. évi nyári olimpiai játékokon
Irán a kanadai Montréalban megrendezett 1976. évi nyári olimpiai játékok egyik részt vevő nemzete volt. Az országot az olimpián 9 sportágban 84 sportoló képviselte, akik összesen 2 érmet szereztek.

## Érmesek
| Érem  | Versenyző        | Sportág    | Versenyszám        |
| ----- | ---------------- | ---------- | ------------------ |
| Ezüst | Manszur Barzegar | Birkózás   | Szabadfogás, 74 kg |
| Bronz | Mohammed Nassiri | Súlyemelés | 52 kg              |

## Atlétika
Férfi
| Versenyző     | Versenyszám | Előfutam | Előfutam | Előfutam | Negyeddöntő | Negyeddöntő | Negyeddöntő | Elődöntő | Elődöntő | Elődöntő | Döntő   | Döntő    |
| Versenyző     | Versenyszám | Idő      | Hely.    | Össz.    | Idő         | Hely.       | Össz.       | Idő      | Hely.    | Össz.    | Idő     | Helyezés |
| ------------- | ----------- | -------- | -------- | -------- | ----------- | ----------- | ----------- | -------- | -------- | -------- | ------- | -------- |
| Ayoub Bodaghi | 100 m       | 11,39    | 7.       | 62.      | kiesett     | kiesett     | kiesett     | kiesett  | kiesett  | kiesett  | kiesett | kiesett  |
| Ayoub Bodaghi | 200 m       | 22,47    | 6.       | 38.      | kiesett     | kiesett     | kiesett     | kiesett  | kiesett  | kiesett  | kiesett | kiesett  |
| Hossein Rabbi | 5000 m      | 14:47,12 | 10.      | 33.      |             |             |             |          |          |          | kiesett | kiesett  |
| Hossein Rabbi | 10 000 m    | 31:44,27 | 13.      | 36.      |             |             |             |          |          |          | kiesett | kiesett  |

| Versenyző       | Versenyszám   | Selejtező | Selejtező | Döntő    | Döntő    |
| Versenyző       | Versenyszám   | Eredmény  | Helyezés  | Eredmény | Helyezés |
| --------------- | ------------- | --------- | --------- | -------- | -------- |
| Teymour Ghiassi | Magasugrás    | 210 cm    | 22.       | kiesett  | kiesett  |
| Salman Hessam   | Diszkoszvetés | 52,40 m   | 28.       | kiesett  | kiesett  |

## Birkózás
Kötöttfogású
| Versenyző                 | Versenyszám | 1. forduló                             | 2. forduló                          | 3. forduló                           | 4. forduló               | 5. forduló        | 6. forduló        | 7. forduló        | Döntő             | Helyezés    |
| Versenyző                 | Versenyszám | Ellenfél Eredmény                      | Ellenfél Eredmény                   | Ellenfél Eredmény                    | Ellenfél Eredmény        | Ellenfél Eredmény | Ellenfél Eredmény | Ellenfél Eredmény | Ellenfél Eredmény | Helyezés    |
| ------------------------- | ----------- | -------------------------------------- | ----------------------------------- | ------------------------------------ | ------------------------ | ----------------- | ----------------- | ----------------- | ----------------- | ----------- |
| Khalil Zadeh              | 48 kg       | Antonio Quistelli (ITA) · kétvállas    | Morivaki Josite (JPN) · kétvállas   | Sztefan Angelov (BUL) · kizárták     | kiesett                  | kiesett           |                   |                   | kiesett           | 8.          |
| Morad Ali Shiran          | 52 kg       | erőnyerő                               | Rácz Lajos (HUN) · 6-9              | Hirajama Kóicsiró (JPN) · 15-12      | Rolf Krauß (FRG) · 10-16 | kiesett           |                   |                   | kiesett           | 6.          |
| Gholam Reza Ghassab       | 62 kg       | Réczi László (HUN) · kétvállas         | Domenico Giuffrida (ITA) · 27-14    | Mijahara Teruhiko (JPN) · kétvállas  | kiesett                  | kiesett           | kiesett           | kiesett           | kiesett           | helyezetlen |
| Ja'far Alizadeh Koldkeshi | 68 kg       | Arona Mané (SEN) · kétvállas           | Lars-Erik Skiöld (SWE) · 8-22       | Szuren Nalbangyan (URS) · kétvállas  | kiesett                  | kiesett           | kiesett           |                   | kiesett           | helyezetlen |
| Houshang Montazeralzohour | 82 kg       | Momir Petković (YUG) · kizárták        | Takanisi Kazuhiro (JPN) · kétvállas | kiesett                              | kiesett                  | kiesett           | kiesett           |                   | kiesett           | helyezetlen |
| Hashem Kolahi             | 90 kg       | Frank Andersson (SWE) · 9-25           | erőnyerő                            | Czesław Kwieciński (POL) · kétvállas | kiesett                  | kiesett           |                   |                   | kiesett           | helyezetlen |
| Bahram Moshtaghi          | 100 kg      | Andrzej Skrzydlewski (POL) · kétvállas | Brad Rheingans (USA) · kétvállas    | kiesett                              | kiesett                  |                   |                   |                   | kiesett           | helyezetlen |

Szabadfogású
| Versenyző              | Versenyszám | 1. forduló                                    | 2. forduló                      | 3. forduló                              | 4. forduló                                      | 5. forduló               | 6. forduló                             | Döntő                                                                                         | Helyezés    |
| Versenyző              | Versenyszám | Ellenfél Eredmény                             | Ellenfél Eredmény               | Ellenfél Eredmény                       | Ellenfél Eredmény                               | Ellenfél Eredmény        | Ellenfél Eredmény                      | Ellenfél Eredmény                                                                             | Helyezés    |
| ---------------------- | ----------- | --------------------------------------------- | ------------------------------- | --------------------------------------- | ----------------------------------------------- | ------------------------ | -------------------------------------- | --------------------------------------------------------------------------------------------- | ----------- |
| Sobhan Rouhi           | 48 kg       | Jorge Frias (MEX) · kétvállas                 | Haszan Iszaev (BUL) · kétvállas | Ri Jongnam (Li Yong-Nam) (PRK) · 14-13  | Kim Hvagjong (Kim Hwa-gyeong) (KOR) · kétvállas | kiesett                  |                                        | kiesett                                                                                       | helyezetlen |
| Habib Fatah-Gharalar   | 52 kg       | Cson Heszop (Jeon Hae-Seop) (KOR) · kétvállas | Giuseppe Bognanni (ITA) · 24-2  | Gál Henrik (HUN) · kétvállas            | kiesett                                         | kiesett                  |                                        | kiesett                                                                                       | helyezetlen |
| Ramezan Kheder         | 57 kg       | Michael Barry (CAN) · 23-5                    | Gigel Anghel (ROU) · 18-15      | Csong Junok (Jeong Yun-Ok) (KOR) · 24-9 | Jeórjiosz Hadziioanídisz (GRE) · 26-8           | Miho Dukov (BUL) · 8-12  | Hans-Dieter Brüchert (GDR) · kétvállas | kiesett                                                                                       | 5.          |
| Mohsen Farahvash       | 62 kg       | Vehbi Akdağ (TUR) · 6-8                       | Maekava Kenkicsi (JPN) · 4-4    | Egon Beiler (CAN) · 9-5                 | erőnyerő                                        | Gene Davis (USA) · 18-12 | Zeveg Ojdov (MGL) · kizárták           | kiesett                                                                                       | 4.          |
| Mohamed Reza Navaie    | 68 kg       | Gerhard Weisenberger (FRG) · 19-7             | Lloyd Keaser (USA) · kétvállas  | Sergio Fiszman (ARG) · kétvállas        | Szugavara Jaszaburó (JPN) · 1-16                | kiesett                  | kiesett                                | kiesett                                                                                       | helyezetlen |
| Manszur Barzegar       | 74 kg       | Ruszlan Asuralijev (URS) · 6-6                | Jancso Pavlov (BUL) · 11-5      | Giuseppe Spagnoli (ITA) · kizárták      | Jarmo Övermark (FIN) · kizárták                 | Fred Hempel (GDR) · 23-8 |                                        | 1. mérkőzés · Stanley Dziedzic (USA) · 11-8 · 3. mérkőzés · Date Dzsiicsiró (JPN) · kétvállas |             |
| Mohamed Hassan Mohebbi | 82 kg       | Kovács István (HUN) · kizárták                | Henryk Mazur (POL) · 10-13      | kiesett                                 | kiesett                                         | kiesett                  | kiesett                                | kiesett                                                                                       | helyezetlen |
| Ali Reza Soleimani     | 90 kg       | Jacu Josiaki (JPN) · kétvállas                | Michel Grangier (FRA) · 21-7    | Bárbaro Morgan (CUB) · kétvállas        | kiesett                                         | kiesett                  | kiesett                                | kiesett                                                                                       | helyezetlen |
| Reza Sokhtesaraie      | 100 kg      | Simizu Kazuo (JPN) · 6-8                      | Hans-Peter Stratz (FRG) · 10-4  | Russell Hellickson (USA) · kétvállas    | kiesett                                         | kiesett                  |                                        | kiesett                                                                                       | helyezetlen |
| Moslem Eskandar-Filabi | +100 kg     | erőnyerő                                      | Balla József (HUN) · kizárták   | Doljingiin Adyaatömör (MGL) · kétvállas | Ladislau Şimon (ROU) · kizárták                 | kiesett                  | kiesett                                | kiesett                                                                                       | 7.          |

## Kerékpározás

### Országúti kerékpározás
Férfi
| Versenyző                                                               | Versenyszám     | Idő              | Helyezés      |
| ----------------------------------------------------------------------- | --------------- | ---------------- | ------------- |
| Mohamed Ali Acha-Cheloi                                                 | Mezőnyverseny   | nem ért célba    | nem ért célba |
| Hassan Aryanfard                                                        | Mezőnyverseny   | nem ért célba    | nem ért célba |
| Mahmoud Delshad                                                         | Mezőnyverseny   | nem ért célba    | nem ért célba |
| Asghar Khodayari                                                        | Mezőnyverseny   | nem ért célba    | nem ért célba |
| Hassan Aryanfard Khosro Haghgosha Gholam Hossein Koohi Asghar Khodayari | Csapat időfutam | 2:28:25 (+19:32) | 24.           |

### Pálya-kerékpározás
Időfutam
| Versenyző       | Versenyszám  | Idő      | Helyezés |
| --------------- | ------------ | -------- | -------- |
| Masoud Mobaraki | Férfi egyéni | 1:14,169 | 25.      |

Üldözőversenyek
| Versenyző            | Versenyszám  | Selejtező  | Selejtező  | Nyolcaddöntő | Nyolcaddöntő | Nyolcaddöntő | Negyeddöntő  | Negyeddöntő | Negyeddöntő | Elődöntő     | Elődöntő  | Elődöntő | Döntő        | Döntő     | Helyezés    |
| Versenyző            | Versenyszám  | Idő        | Hely.      | Ellenfél Idő | Saját idő    | Hely.        | Ellenfél Idő | Saját idő   | Hely.       | Ellenfél Idő | Saját idő | Hely.    | Ellenfél Idő | Saját idő | Helyezés    |
| -------------------- | ------------ | ---------- | ---------- | ------------ | ------------ | ------------ | ------------ | ----------- | ----------- | ------------ | --------- | -------- | ------------ | --------- | ----------- |
| Gholam Hossein Koohi | Férfi egyéni | lekörözték | lekörözték | kiesett      | kiesett      | kiesett      | kiesett      | kiesett     | kiesett     | kiesett      | kiesett   | kiesett  | kiesett      | kiesett   | helyezetlen |

## Labdarúgás
| Iráni labdarúgócsapat-játékoskeret | Iráni labdarúgócsapat-játékoskeret                                                                                             |
| --- | --- |
| - Naszrolláh Abdolláhi - Andranik Eskandarian - Ebráhim Kásempúr - Nászer Hedzsázi - Gafúr Dzsaháni - Ali Reza Khorshidi - Hossein Mazloumi - Sahameddin Mir Fakhraie | - Hasszán Najebága - Hasszan Nazari - Nasszer Nuráji - Ali Parvin - Parviz Qelichkhani - Haszan Rovsan - Bijan Zolfaghar Nasab |

### Eredmények
Csoportkör
C csoport
| Csapat        | M            | Gy           | D            | V            | G+           | G–           | Gk           | P            |
| ------------- | ------------ | ------------ | ------------ | ------------ | ------------ | ------------ | ------------ | ------------ |
| Lengyelország | 2            | 1            | 1            | 0            | 3            | 2            | +1           | 3            |
| Irán          | 2            | 1            | 0            | 1            | 3            | 3            | 0            | 2            |
| Kuba          | 2            | 0            | 1            | 1            | 0            | 1            | –1           | 1            |
| Ghána         | visszalépett | visszalépett | visszalépett | visszalépett | visszalépett | visszalépett | visszalépett | visszalépett |

| 1976. július 20. 12:00 |

| Irán (IRI)   | 1–0               | Kuba |
| ------------ | ----------------- | ---- |
| Mazloumi 28' | (1–0) Jegyzőkönyv |      |

| Lansdowne Park, Ottawa Nézőszám: 11 324 Játékvezető: Adolf Prokop (keletnémet) |

| 1976. július 22. 12:00 |

| Lengyelország (POL)        | 3–2               | Irán                 |
| -------------------------- | ----------------- | -------------------- |
| Szarmach 48' 75' Deyna 51' | (0–1) Jegyzőkönyv | Parvin 6' Rovsan 79' |

| Olimpiai Stadion, Montréal Nézőszám: 32 309 Játékvezető: Arnaldo Coelho (brazil) |

Negyeddöntő
| 1976. július 25. 12:00 |

| Szovjetunió (URS)          | 2–1               | Irán                       |
| -------------------------- | ----------------- | -------------------------- |
| Minajev 40' Zvjagincev 67' | (1–0) Jegyzőkönyv | Qelichkhani 82' (11-esből) |

| Municipal Stadium, Sherbrooke Nézőszám: 5 855 Játékvezető: Guillermo Velasquez (kolumbiai) |

| Csapat     | Helyezés |
| ---------- | -------- |
| Irán (IRI) | 7.       |

## Ökölvívás
| Versenyző          | Versenyszám   | Selejtező                   | 32-es főtábla                             | Nyolcaddöntő                   | Negyeddöntő       | Elődöntő          | Döntő             | Helyezés |
| Versenyző          | Versenyszám   | Ellenfél Eredmény           | Ellenfél Eredmény                         | Ellenfél Eredmény              | Ellenfél Eredmény | Ellenfél Eredmény | Ellenfél Eredmény | Helyezés |
| ------------------ | ------------- | --------------------------- | ----------------------------------------- | ------------------------------ | ----------------- | ----------------- | ----------------- | -------- |
| Sayed Bashiri      | Papírsúly     |                             | Gedó György (HUN) · KO                    | kiesett                        | kiesett           | kiesett           | kiesett           | 17.      |
| Behzad Ghaedi      | Pehelysúly    | erőnyerő                    | John Sichula (ZAM) · nem vett részt       | Richard Nowakowski (GDR) · RSC | kiesett           | kiesett           | kiesett           | 9.       |
| Parviz Bahmani     | Kisváltósúly  | erőnyerő                    | Nasreddin El-Agely (LBA) · nem vett részt | Cvetan Cvetkov (BUL) · 0-5     | kiesett           | kiesett           | kiesett           | 9.       |
| Ali Bahri Khomani  | Váltósúly     | Jochen Bachfeld (GDR) · RSC | kiesett                                   | kiesett                        | kiesett           | kiesett           | kiesett           | 28.      |
| Mohamed Azar Hazin | Nagyváltósúly |                             | Franz Dorfer (AUT) · 4-1                  | Tadija Kačar (YUG) · 0-5       | kiesett           | kiesett           | kiesett           | 9.       |
| Parviz Badpa       | Nehézsúly     |                             | erőnyerő                                  | Clarence Hill (BER) · KO       | kiesett           | kiesett           | kiesett           | 9.       |

## Sportlövészet
Nyílt
| Versenyző               | Versenyszám | Pont | Helyezés |
| ----------------------- | ----------- | ---- | -------- |
| Mohammad Alidjani-Momer | Trap        | 150  | 41.      |
| Houshang Ghazvini       | Trap        | 71   | 43.      |
| Kamil Ja'fari           | Skeet       | 170  | 62.      |
| Esfandiar Lari          | Skeet       | 179  | 54.      |

## Súlyemelés
| Versenyző            | Versenyszám | Szakítás | Szakítás | Lökés                    | Lökés                    | Összesen | Helyezés |
| Versenyző            | Versenyszám | Eredmény | Helyezés | Eredmény                 | Helyezés                 | Összesen | Helyezés |
| -------------------- | ----------- | -------- | -------- | ------------------------ | ------------------------ | -------- | -------- |
| Mohammed Nassiri     | 52 kg       | 100,0    | 6.       | 135,0                    | 2.                       | 235,0    |          |
| Fazlollah Dehkhoda   | 56 kg       | 105,0    | 8.       | 135,0                    | 8.                       | 240,0    | 8.       |
| Feyzollah Nasseri    | 56 kg       | 100,0    | 13.      | 132,5                    | 9.                       | 232,5    | 10.      |
| Davoud Maleki        | 60 kg       | 115,0    | 5.       | 145,0                    | 6.                       | 260,0    | 6.       |
| Mehdi Attar Ashrafi  | 75 kg       | 130,0    | 13.      | 165,0                    | 13.                      | 295,0    | 13.      |
| Houshang Kargarnejad | 110 kg      | 142,5    | 18.      | 180,0                    | 17.                      | 322,5    | 17.      |
| Ali Valli            | 110 kg      | 140,0    | 19.      | érvényes kísérlet nélkül | érvényes kísérlet nélkül | kiesett  | kiesett  |

## Vívás
Férfi
| Versenyző                                                          | Versenyszám       | Selejtező | Selejtező | Selejtező | Selejtező | Selejtező         | Selejtező | Főtábla           | Főtábla           | Vigaszág          | Vigaszág          | Vigaszág          | Döntő             | Döntő   | Helyezés |
| Versenyző                                                          | Versenyszám       | 1. kör | 1. kör    | 2. kör | 2. kör    | 3. kör            | 3. kör    | 1. kör            | 2. kör            | 1. kör            | 2. kör            | 3. kör            | Döntő             | Döntő   | Helyezés |
| Versenyző                                                          | Versenyszám       | Ellenfél Eredmény | Hely.     | Ellenfél Eredmény | Hely.     | Ellenfél Eredmény | Hely.     | Ellenfél Eredmény | Ellenfél Eredmény | Ellenfél Eredmény | Ellenfél Eredmény | Ellenfél Eredmény | Ellenfél Eredmény | Hely.   | Helyezés |
| ------------------------------------------------------------------ | ----------------- | --- | --------- | --- | --------- | ----------------- | --------- | ----------------- | ----------------- | ----------------- | ----------------- | ----------------- | ----------------- | ------- | -------- |
| Ahmed Akbari                                                       | Tőr, egyéni       | H. csoport · Ed Ballinger (USA) · 4-5 · Matthias Behr (FRG) · 5-2 · Omar Vergara (ARG) · 5-4 · Kavacu Maszanori (JPN) · 0-5 · Jaroslav Jurka (TCH) · 3-5            | 5.        | kiesett | kiesett   | kiesett           | kiesett   | kiesett           | kiesett           | kiesett           | kiesett           | kiesett           | kiesett           | kiesett | 38.      |
| Ali Alamdari                                                       | Tőr, egyéni       | I. csoport · Klaus Reichert (FRG) · 0-5 · Kuki Péter (ROU) · 3-5 · Eduardo Jhons (CUB) · 4-5 · Lech Koziejowski (POL) · 5-4 · Daniel Feraud (ARG) · 5-2             | 5.        | kiesett | kiesett   | kiesett           | kiesett   | kiesett           | kiesett           | kiesett           | kiesett           | kiesett           | kiesett           | kiesett | 38.      |
| Hossein Niknam                                                     | Tőr, egyéni       | G. csoport · Aljakszandr Ramanykov (URS) · 0-5 · Ziemek Wojciechowski (POL) · 1-5 · Dzsingú Tosio (JPN) · 0-5 · Tudor Petruş (ROU) · 5-3 · Lehel Fekete (CAN) · 5-4 | 4.        | A. csoport · Christian Noël (FRA) · 3-5 · Kuki Péter (ROU) · 3-5 · Lech Koziejowski (POL) · 1-5 · Jaroslav Jurka (TCH) · 2-5 · Vaszil Sztankovics (URS) · 5-4  | 6.        | kiesett           | kiesett   | kiesett           | kiesett           | kiesett           | kiesett           | kiesett           | kiesett           | kiesett | 33.      |
| Sarkis Assatourian                                                 | Párbajtőr, egyéni | H. csoport · Nils Koppang (NOR) · 5-4 · Edward Bourne (GBR) · 0-5 · George Masin (USA) · 2-5 · Sneh Chousurin (THA) · 5-4 · Marcello Bertinetti (ITA) · 5-2         | 3.        | A. csoport · Fenyvesi Csaba (HUN) · 3-5 · Paul Szabo (ROU) · 2-5 · Aleksandr Bykov (URS) · 3-5 · Karl-Heinz Müller (AUT) · 4-5 · Ole Mørch (NOR) · 2-5         | 6.        | kiesett           | kiesett   | kiesett           | kiesett           | kiesett           | kiesett           | kiesett           | kiesett           | kiesett | 32.      |
| Iraj Dastgerdi                                                     | Párbajtőr, egyéni | I. csoport · Nicolae Iorgu (ROU) · 2-5 · Jeppe Normann (NOR) · 3-5 · Daniel Giger (SUI) · 1-5 · Robert Schiel (LUX) · 5-4 · Rubén Hernández (PUR) · 5-1             | 5.        | kiesett | kiesett   | kiesett           | kiesett   | kiesett           | kiesett           | kiesett           | kiesett           | kiesett           | kiesett           | kiesett | 49.      |
| Esfandihar Zarnegar                                                | Párbajtőr, egyéni | G. csoport · François Suchanecki (SUI) · 1-5 · Omar Vergara (ARG) · 4-5 · Rolf Edling (SWE) · 0-5 · Marceli Wiech (POL) · 3-5                                       | 5.        | kiesett | kiesett   | kiesett           | kiesett   | kiesett           | kiesett           | kiesett           | kiesett           | kiesett           | kiesett           | kiesett | 58.      |
| Ismail Alamdari                                                    | Kard, egyéni      | F. csoport · Michele Maffei (ITA) · 2-5 · Manuel Ortíz (CUB) · 1-5 · Stephen Kaplan (USA) · 2-5 · Hans Brandstätter (AUT) · 5-1                                     | 4.        | D. csoport · Viktor Szigyak (URS) · 0-5 · Peter Westbrook (USA) · 1-5 · Cornel Marin (ROU) · 3-5 · Leszek Jabłonowski (POL) · 2-5 · Marcelo Méndez (ARG) · 0-5 | 6.        | kiesett           | kiesett   | kiesett           | kiesett           | kiesett           | kiesett           | kiesett           | kiesett           | kiesett | 34.      |
| Ahmed Eskandarpour                                                 | Kard, egyéni      | B. csoport · Anani Mihajlov (BUL) · 1-5 · Jacek Bierkowski (POL) · 2-5 · Paul Apostol (USA) · 3-5 · John Deanfield (GBR) · 5-4                                      | 5.        | kiesett | kiesett   | kiesett           | kiesett   | kiesett           | kiesett           | kiesett           | kiesett           | kiesett           | kiesett           | kiesett | 37.      |
| Abdul Hamid Fathi                                                  | Kard, egyéni      | A. csoport · Vlagyimir Nazlimov (URS) · 0-5 · Józef Nowara (POL) · 1-5 · Régis Bonnissent (FRA) · 0-5 · Marcelo Méndez (ARG) · 4-5                                  | 5.        | kiesett | kiesett   | kiesett           | kiesett   | kiesett           | kiesett           | kiesett           | kiesett           | kiesett           | kiesett           | kiesett | 43.      |
| Ahmed Akbari Ali Alamdari Sarkis Assatourian Hossein Niknam        | Tőr, csapat       | D. csoport · Egyesült Államok (USA) · 4-12 · Lengyelország (POL) · 3-13 · Hongkong (HKG) · 9-7                                                                      | 3.        | |           |                   |           | kiesett           | kiesett           |                   |                   |                   | kiesett           | kiesett | 9.       |
| Ali Alamdari Sarkis Assatourian Iraj Dastgerdi Esfandihar Zarnegar | Párbajtőr, csapat | C. csoport · Olaszország (ITA) · 5-11 · Svédország (SWE) · 4-11 | 3.        | kiesett | kiesett   |                   |           | kiesett           | kiesett           |                   |                   |                   | kiesett           | kiesett | 11.      |
| Ahmed Akbari Ismail Alamdari Ahmed Eskandarpour Abdul Hamid Fathi  | Kard, csapat      | D. csoport · Magyarország (HUN) · 2-14 · Lengyelország (POL) · 7-9 · Argentína (ARG) · 4-9                                                                          | 4.        | |           |                   |           | kiesett           | kiesett           |                   |                   |                   | kiesett           | kiesett | 9.       |

Női
| Versenyző                                                 | Versenyszám | Selejtező | Selejtező | Selejtező         | Selejtező | Selejtező         | Selejtező | Főtábla           | Főtábla           | Vigaszág          | Vigaszág          | Vigaszág          | Döntő csoport     | Döntő csoport | Helyezés |
| Versenyző                                                 | Versenyszám | 1. kör | 1. kör    | 2. kör            | 2. kör    | 3. kör            | 3. kör    | 1. kör            | 2. kör            | 1. kör            | 2. kör            | 3. kör            | Döntő csoport     | Döntő csoport | Helyezés |
| Versenyző                                                 | Versenyszám | Ellenfél Eredmény | Hely.     | Ellenfél Eredmény | Hely.     | Ellenfél Eredmény | Hely.     | Ellenfél Eredmény | Ellenfél Eredmény | Ellenfél Eredmény | Ellenfél Eredmény | Ellenfél Eredmény | Ellenfél Eredmény | Hely.         | Helyezés |
| --------------------------------------------------------- | ----------- | --- | --------- | ----------------- | --------- | ----------------- | --------- | ----------------- | ----------------- | ----------------- | ----------------- | ----------------- | ----------------- | ------------- | -------- |
| Jhila Al-Masi                                             | Tőr, egyéni | I. csoport · Brigitte Latrille (FRA) · 3-5 · Susan Wrigglesworth (GBR) · 3-5 · Micheline Borghs (BEL) · 3-5 · Grażyna Staszak-Makowska (POL) · 5-2 · Dinorah Enríquez (PUR) · 5-4 | 5.        | kiesett           | kiesett   | kiesett           | kiesett   | kiesett           | kiesett           | kiesett           | kiesett           | kiesett           | kiesett           | kiesett       | 37.      |
| Gitty Moheban                                             | Tőr, egyéni | G. csoport · Brigitte Gapais-Dumont (FRA) · 1-5 · Carola Mangiarotti (ITA) · 0-5 · Oka Hideko (JPN) · 3-5 · Rejtő Ildikó (HUN) · 0-5 · Sheila Armstrong (USA) · 5-4               | 6.        | kiesett           | kiesett   | kiesett           | kiesett   | kiesett           | kiesett           | kiesett           | kiesett           | kiesett           | kiesett           | kiesett       | 42.      |
| Mahvash Shafaie                                           | Tőr, egyéni | H. csoport · Cornelia Hanisch (FRG) · 2-5 · Clare Henley-Halsted (GBR) · 2-5 · Maria Consolata Collino (ITA) · 1-5 · Nili Drori (ISR) · 3-5 · Nikki Franke (USA) · 4-5            | 6.        | kiesett           | kiesett   | kiesett           | kiesett   | kiesett           | kiesett           | kiesett           | kiesett           | kiesett           | kiesett           | kiesett       | 45.      |
| Mariam Atchak Jhila Al-Masi Gitty Moheban Mahvash Shafaie | Tőr, csapat | D. csoport · Olaszország (ITA) · 3-13 · Nagy-Britannia (GBR) · 7-9 · Egyesült Államok (USA) · 5-11                                                                                | 4.        |                   |           |                   |           | kiesett           | kiesett           |                   |                   |                   | kiesett           | kiesett       | 9.       |

## Vízilabda
| Iráni férfi vízilabdacsapat-játékoskeret                                                                                     | Iráni férfi vízilabdacsapat-játékoskeret                                                             |
| --- | --- |
| - Kamran Firouzpour - Abdul Reza Majdpour - Darioush Mohammadi - Firouz Abdul Mohammadian - Hussain Nassim - Ahmed Paidayesh | - Manouchehr Parchami-Araghi - Haydar Shonjani - Bahram Tavakoli - Jahangir Tavakoli - Ahmed Yaghoti |

### Eredmények
Csoportkör
A csoport
| Csapat            | M | Gy | D | V | G+ | G– | Gk  | P |
| ----------------- | - | -- | - | - | -- | -- | --- | - |
| Olaszország (ITA) | 3 | 2  | 1 | 0 | 26 | 13 | +13 | 5 |
| Jugoszlávia (YUG) | 3 | 1  | 2 | 0 | 25 | 10 | +15 | 4 |
| Kuba (CUB)        | 3 | 1  | 1 | 1 | 22 | 15 | +7  | 3 |
| Irán (IRI)        | 3 | 0  | 0 | 3 | 4  | 39 | –35 | 0 |

| 1976. július 18. | Olaszország (ITA)    | 12 – 1 | Irán (IRI)    |  |
| 1976. július 18. | (4–0, 2–0, 2–0, 4–1) |        |               |  |
| 1976. július 18. | G. De Magistris 4    |        | B. Tavakoli 1 |  |

| 1976. július 19. | Jugoszlávia (YUG)    | 15 – 0 | Irán (IRI) |  |
| 1976. július 19. | (3–0, 4–0, 4–0, 4–0) |        |            |  |
| 1976. július 19. | Belamarić 6          |        |            |  |

| 1976. július 20. | Kuba (CUB)           | 12 – 3 | Irán (IRI)      |  |
| 1976. július 20. | (2–1, 4–0, 3–1, 3–1) |        |                 |  |
| 1976. július 20. | García 6             |        | három játékos 1 |  |

7–12. helyért
| 1976. július 22. | Mexikó (MEX)         | 11 – 3 | Irán (IRI) |  |
| 1976. július 22. | (3–0, 2–1, 1–1, 5–1) |        |            |  |
| 1976. július 22. | Valencia 5           |        | Nassim 2   |  |

| 1976. július 23. | Ausztrália (AUS)     | 8 – 2 | Irán (IRI)   |  |
| 1976. július 23. | (4–0, 3–0, 1–1, 0–1) |       |              |  |
| 1976. július 23. | Turner 2             |       | Firouzpour 2 |  |

| 1976. július 24. | Kanada (CAN)         | 8 – 1 | Irán (IRI)    |  |
| 1976. július 24. | (4–0, 1–1, 2–0, 1–0) |       |               |  |
| 1976. július 24. | Pottier, Ducharme 2  |       | B. Tavakoli 1 |  |

| 1976. július 26. | Kuba (CUB)           | 10 – 2 | Irán (IRI) |  |
| 1976. július 26. | (2–0, 3–0, 5–1, 0–1) |        |            |  |
| 1976. július 26. | Rizo 3               |        | Majdpour 2 |  |

| 1976. július 27. | Szovjetunió (URS)    | 16 – 0 | Irán (IRI) |  |
| 1976. július 27. | (4–0, 3–0, 4–0, 5–0) |        |            |  |
| 1976. július 27. | Iselidze 4           |        |            |  |

| Csapat            | M | Gy | D | V | G+ | G– | Gk  | P |
| ----------------- | - | -- | - | - | -- | -- | --- | - |
| Kuba (CUB)        | 5 | 4  | 1 | 0 | 34 | 16 | +18 | 9 |
| Szovjetunió (URS) | 5 | 3  | 1 | 1 | 33 | 16 | +17 | 7 |
| Kanada (CAN)      | 5 | 2  | 2 | 1 | 27 | 21 | +6  | 6 |
| Mexikó (MEX)      | 5 | 1  | 3 | 1 | 26 | 19 | +7  | 5 |
| Ausztrália (AUS)  | 5 | 1  | 1 | 3 | 22 | 25 | –3  | 3 |
| Irán (IRI)        | 5 | 0  | 0 | 5 | 8  | 53 | –45 | 0 |

| Csapat     | Helyezés |
| ---------- | -------- |
| Irán (IRI) | 12.      |